# Иноверници
Општи назив црквених отаца за многобошце је: пагани и gentiles. Пагани, зато што је хришћанство урбана религија, а „пагани“, тј. они са pagus-a., са села, чак и онда кад су аристократи, одбијају хришћанство и држе се древних култова или мистерија. 
Gentiles, зато што су ти људи везани за своје племе (gens) те признају само крвно, а не ново, хришћанско мистично сродство, и у тој везаности за племенско одбијају универзалност и Рима као царства и хришћанства као вере, па и јудаизма као вере. Тако црквени оци, називом пагани и gentiles означавају све нехришћане, чак и кад су то грађани или чак и кад желе универзалност, али на другој, нехришћанској основи или мимо Рима.